# Tresor de Tivissa
El Tresor de Tivissa és una col·lecció d'orfebreria ibèrica d'argent trobada al jaciment arqueològic de Castellet de Banyoles, formada per 17 peces d'argent daurat i argent. Segons Jordi Jardí, alcalde de Tivissa, s'elaboraren amb l'argent de les mines veïnes al jaciment arqueològic.

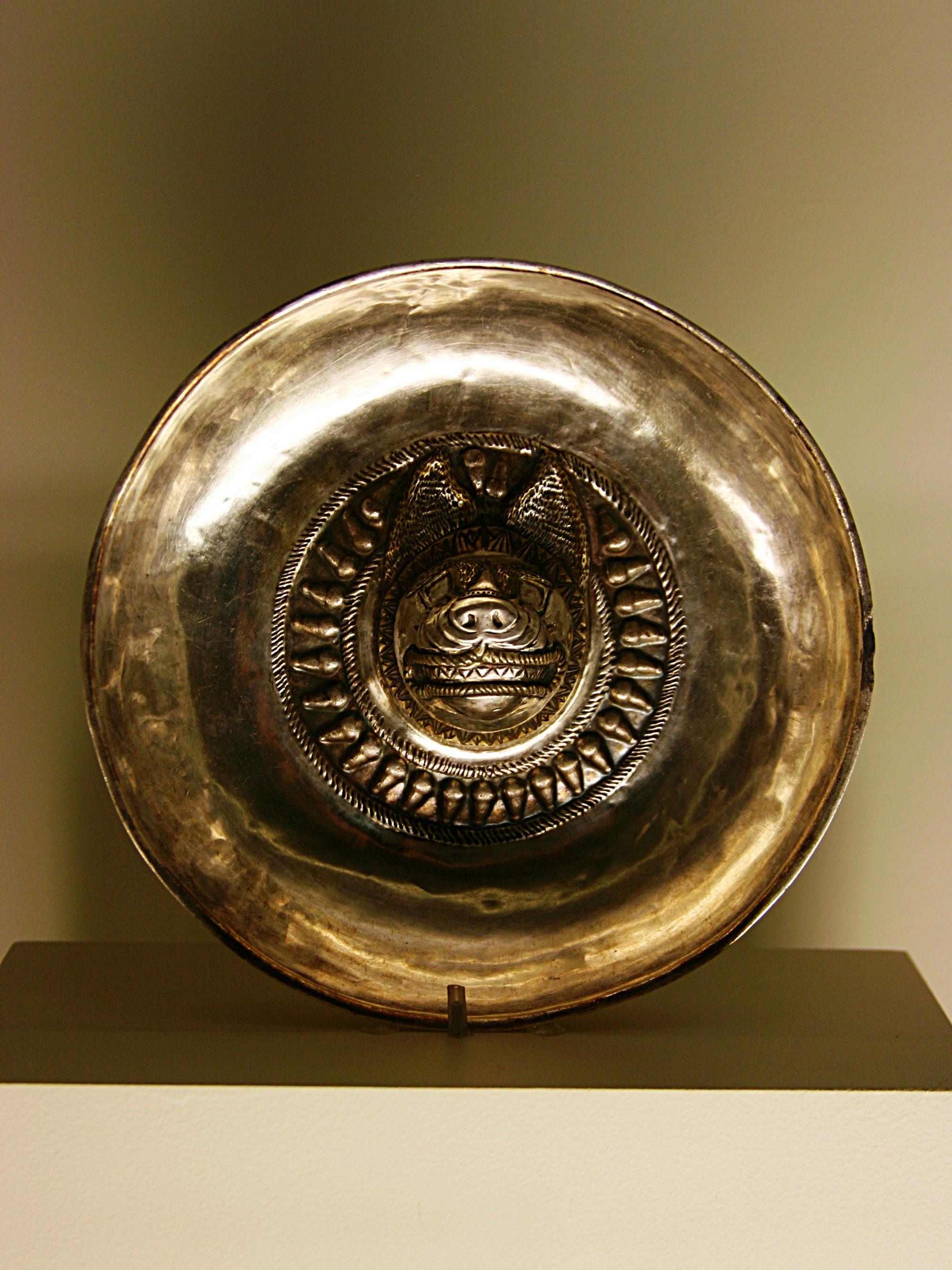
Recipient d'argent procedent del Tresor de Tivissa, datat del 500 ae, i conservat al Museu Arqueològic de Catalunya

El 1912 es va produir el descobriment de peces d'orfebreriaː polseres, arracades, anells i monedes iberes i gregues, així com monedes iberoromanes indígenes amb la inscripció Tibisi i altres d'encunyades a Empúries (Girona) i Ilerda (Lleida), i el 1925 un parell de bous de bronze. El tresor fou trobat el 1927 i s'ha datat dels segles III-II abans de la nostra era. Es considera el millor exemple d'orfebreria ibèrica de Catalunya. Les peces denoten un caràcter ritual. En destaquen els gotets, quatre fiales, torques i un braçalet en espiral els extrems de la qual són caps de serps. Una de les fiales conté un cap de llop repujat, envoltat de glans, una altra conté gravats de centaures a l'estil grec, i la tercera i quarta fiales contenen escenes i motius incisos.
La fiala del carnisser: 
Datació: entre el 225-250 ae. Fiala o pàtera ritual d'argent i argent daurat, òmfal central amb cap d'animal mostrant les dents, possiblement un ós. Adornen el contorn de la pàtera tres escenes: un guerrer a cavall amb escut i llança atacant un lleó, que s'ha interpretat com les gestes d'un heroi. Li segueix la representació de tres daemos amb un encenser on reposa una àguila. Els daemons duen branques de plantes aromàtiques i sacrifiquen un xai. La tercera escena representa una divinitat entronitzada a l'estil oriental envoltada de senglars, mentre un oferent de grandària menor li ofereix una ofrena de forma esfèrica a la mà. També hi apareix esgrafiat el mot Urke.
A la part posterior central de la pàtera hi ha esgrafiada una inscripció en iber nord-oriental: Tautin Tibas: Sani: girsdo: UrkeTiges.
En l'inici i final sabem que es tracta de noms de persones, segurament els qui demanarien al santuari el beneplàcit dels déus.
Tautin era un nom de persona que es combina amb el nom Tibas, com veiem en el Bronze d'Ascoli amb el n.p. Bilus Tibas i Tautindals. Durant l'ocupació romana d'Aquitània, es registra el nom Tautinni escrit en llatí.
Urke/Urkes forma noms composts escrits en iber com: UrkeTeger (Bonete), UrkeTiiger (Moixent), UrkeAtin (Terol). Amb el formant Tige tenim aquests registres onomàstics: Akitige (Pech-Maho), i Agitige (Ullastret).
Sani: es registra també com a nom comparat amb el nom Sanibelser del Bronze d'Ascoli escrit en llatí. Relacionat amb el nom iber Saniko, Sanike, i amb el nom grec Sanion. Els dos punts separaven les paraules.
Quant a girsdo, no tenim paral·lels onomàstics en BDH referència Hespèria T.07.05.

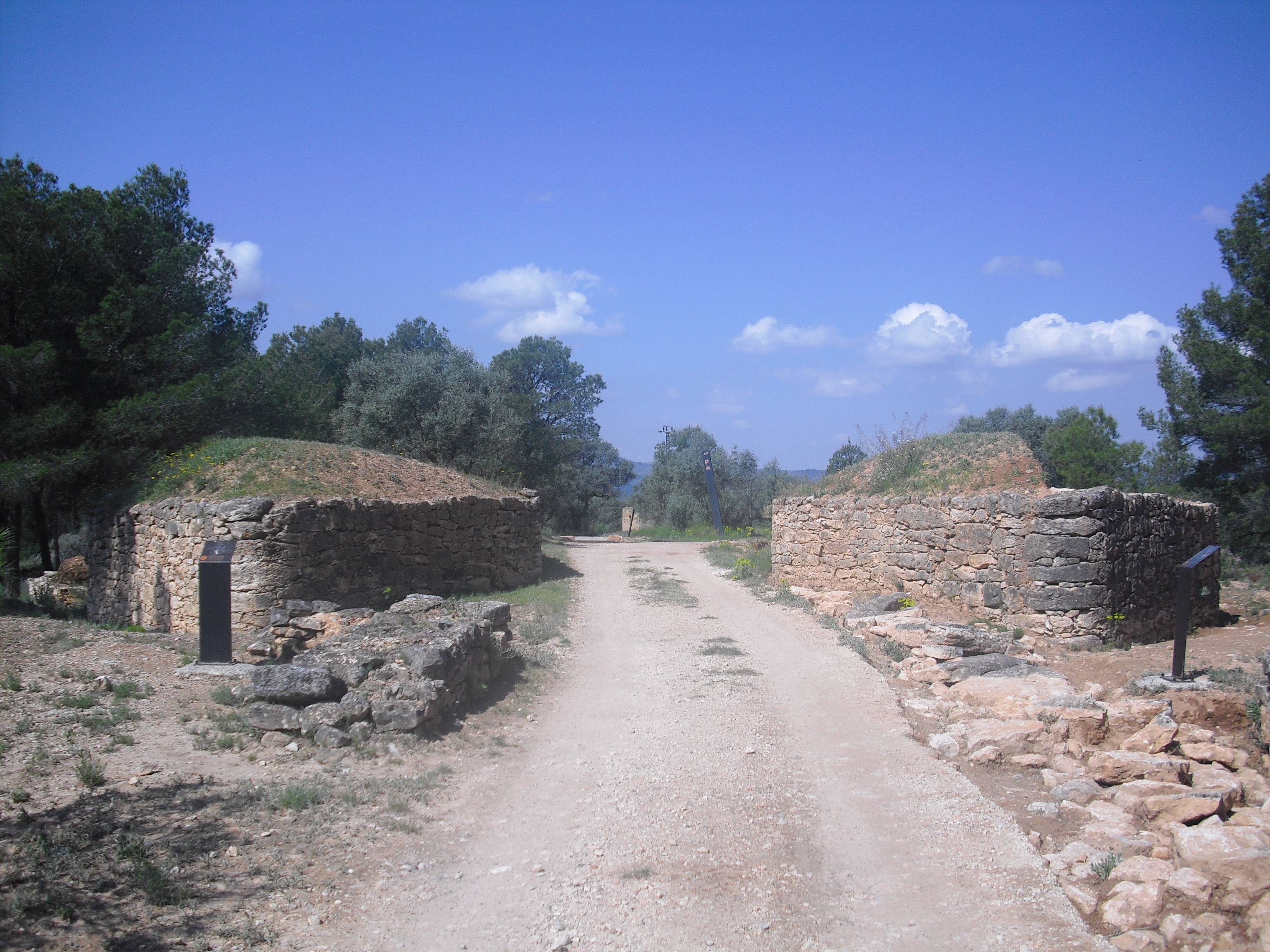
Restes arqueològiques del jaciment de Castellet de Banyoles, on es trobà el tresor a les primeres dècades del